# 吳俊 (嘉靖辛丑進士)
吳俊（1513年—？），字伯英，直隸蘇州府常熟縣軍籍，武功左衛人，明朝政治人物。

## 生平
順天府鄉試第一百二十五名舉人。嘉靖二十年（1541年）中式辛丑科會試第二百六十三名，登第三甲第一百六十五名進士。授山東濟南府鄒平縣知縣。

## 家族
曾祖吳福海；祖父吳全；父吳迪，母王氏；繼母張氏。具庆下。